# Waldfriedhof, München

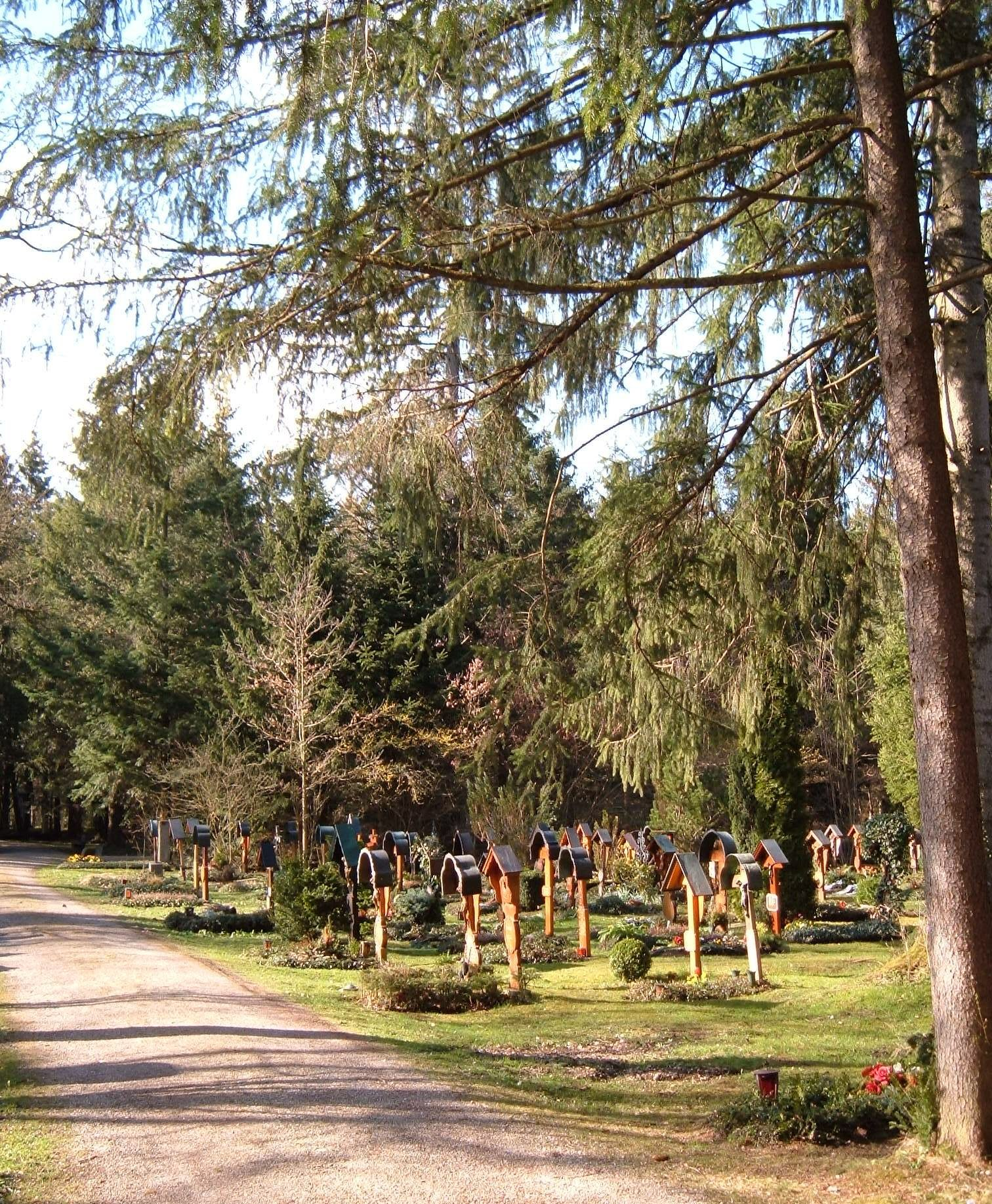
Waldfriedhof München 2007

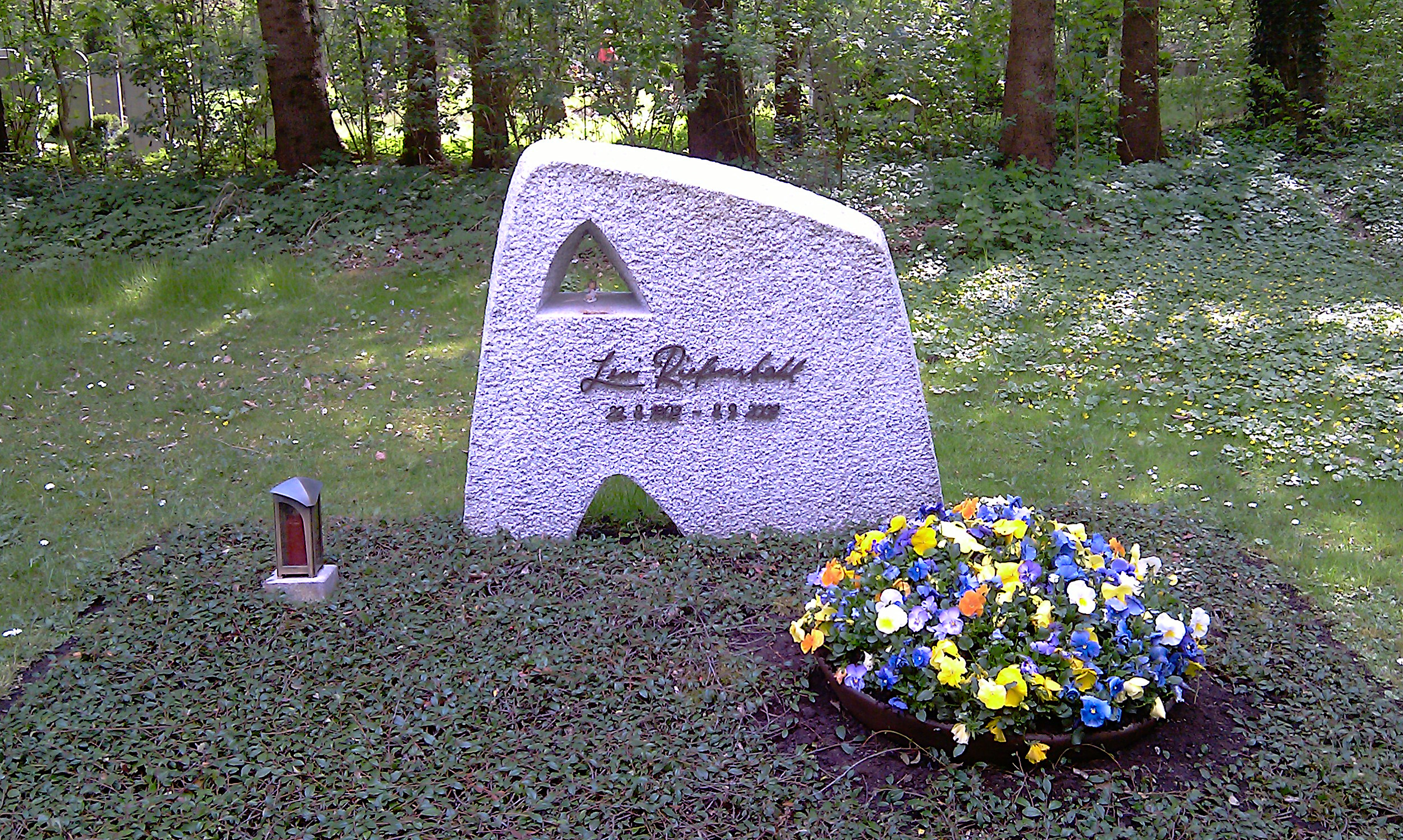
Leni Riefenstahls grav vid Waldfriedhof.

Waldfriedhof i München är en begravningsplats, ritad av arkitekten Hans Grässel och invigd 1907. Begravningsplatsen är en i en serie begravningsplatser planerade av Grässel vid ungefär samma tidpunkt. Waldfriedhof anses allmänt vara den första skogskyrkogården.
Begravningsplatsen anlades vid en tid när de flesta begravningsplatser designades som vackra stadsparker eller parker för rekreation; typiska teman för sådana begravningsplatser var "De dödas stad" och "Paradisträdgården". Nya begravningsplatser placerades vid denna tid i allmänhet utanför eller i utkanten av själva städerna, snarare än som kyrkogårdar med en kyrka som centralpunkt. På grund av detta och på grund av kyrkans allmänt minskande inflytande fick begravningsplatserna en tämligen världslig karaktär. Grässel behöll stora delar av den skog som redan fanns på marken, och lät träden dölja större delen av gravarna så att fokus kom att ligga på naturen istället för på de enskilda gravmonumenten. För att ytterligare återge lite symbolisk styrka till begravningsplatsen, tog Grässel inspiration till begravningskapell och övriga byggnader från tidig kristen arkitektur och från bysantinsk arkitektur. Kapellet placerades i skogen istället för vid någon av de stora gator som omger begravningsplatsen. 
Waldfriedhof i München blev förebild för åtskilliga liknande begravningsplatser i Tyskland, ofta benämnda Waldfriedhof (vilket ordagrant betyder Skogskyrkogård) även de. Grässels skogskyrkogård var även en viktig inspirationskälla för arkitekterna Sigurd Lewerentz och Gunnar Asplund vid planeringen av Skogskyrkogården i Gamla Enskede utanför Stockholm.